# Meksyk na Zimowych Igrzyskach Olimpijskich 1992
Meksyk na Zimowych Igrzyskach Olimpijskich 1992 reprezentowało 20 zawodników: szesnastu mężczyzn i cztery kobiety. Był to czwarty start reprezentacji Meksyku na zimowych igrzyskach olimpijskich.

## Skład reprezentacji

### Narciarstwo alpejskie
Mężczyźni
| Zawodnik                               | Konkurencja   | Wyścig 1     | Wyścig 2     | Łącznie      | Łącznie |
| Zawodnik                               | Konkurencja   | Czas         | Czas         | Czas         | Miejsce |
| -------------------------------------- | ------------- | ------------ | ------------ | ------------ | ------- |
| Hubertus von Fürstenberg-von Hohenlohe | Zjazd         |              |              | 2:02.98      | 38      |
| Carlos Mier y Terán                    | Supergigant   |              |              | Nie ukończył | –       |
| Eduardo Ampudia                        | Supergigant   |              |              | 1:36.86      | 87      |
| Íñigo Domenech                         | Supergigant   |              |              | 1:35.29      | 85      |
| Hubertus von Fürstenberg-von Hohenlohe | Supergigant   |              |              | 1:24.79      | 70      |
| Jorge Eduardo Ballesteros              | Slalom gigant | Nie ukończył | –            | Nie ukończył | –       |
| Germán Sánchez                         | Slalom gigant | 1:27.29      | 1:29.42      | 2:56.71      | 79      |
| Eduardo Ampudia                        | Slalom gigant | 1:23.07      | 1:24.53      | 2:47.60      | 72      |
| Carlos Mier y Terán                    | Slalom gigant | 1:22.24      | 1:22.49      | 2:44.73      | 65      |
| German Sánchez                         | Slalom        | Nie ukończył | –            | Nie ukończył | –       |
| Juan-Carlos Elizondo                   | Slalom        | 1:27.91      | 1:13.88      | 2:41.79      | 54      |
| Carlos Mier y Terán                    | Slalom        | 1:04.50      | Nie ukończył | Nie ukończył | –       |
| Jorge Eduardo Ballesteros              | Slalom        | 1:03.85      | Nie ukończył | Nie ukończył | –       |

Kombinacja mężczyzn
| Zawodnik                               | Zjazd   | Slalom  | Slalom  | Łącznie | Łącznie |
| Zawodnik                               | Czas    | Czas 1  | Czas 2  | Punkty  | Miejsce |
| -------------------------------------- | ------- | ------- | ------- | ------- | ------- |
| Hubertus von Fürstenberg-von Hohenlohe | 1:55.95 | 1:03.45 | 1:03.68 | 259.10  | 36      |

Kobiety
| Zawodniczka        | Konkurencja   | Wyścig 1 | Wyścig 2 | Łącznie | Łącznie |
| Zawodniczka        | Konkurencja   | Czas     | Czas     | Czas    | Miejsce |
| ------------------ | ------------- | -------- | -------- | ------- | ------- |
| Veronica Ampudia   | Slalom gigant | 1:38.05  | 1:37.20  | 3:15.25 | 44      |
| Sammantha Teuscher | Slalom gigant | 1:30.18  | 1:32.50  | 3:02.68 | 41      |
| Chus Cortina       | Slalom gigant | 1:23.68  | 1:23.36  | 2:47.04 | 36      |
| Veronica Ampudia   | Slalom        | 1:16.45  | 1:08.40  | 2:24.85 | 42      |
| Sammantha Teuscher | Slalom        | 1:11.04  | 1:03.83  | 2:14.87 | 40      |
| Chus Cortina       | Slalom        | 1:08.52  | 58.61    | 2:07.13 | 36      |

### Bobsleje
| Osada | Zawodnicy                     | Konkurencja | Ślizg 1 | Ślizg 1 | Ślizg 2 | Ślizg 2 | Ślizg 3 | Ślizg 3 | Ślizg 4 | Ślizg 4 | Łącznie | Łącznie |
| Osada | Zawodnicy                     | Konkurencja | Czas    | Miejsce | Czas    | Miejsce | Czas    | Miejsce | Czas    | Miejsce | Czas    | Miejsce |
| ----- | ----------------------------- | ----------- | ------- | ------- | ------- | ------- | ------- | ------- | ------- | ------- | ------- | ------- |
| MEX-1 | Roberto Tamés Miquel Elizondo | Dwójki      | 1:03.46 | 42      | 1:03.88 | 42      | 1:03.42 | 38      | 1:03.46 | 39      | 4:14.22 | 41      |
| MEX-2 | Jorge Tamés Carlos Casar      | Dwójki      | 1:03.42 | 41      | 1:03.77 | 41      | 1:03.66 | 40      | 1:03.78 | 42      | 4:14.63 | 42      |

| Osada | Zawodnicy                                                          | Konkurencja | Ślizg 1 | Ślizg 1 | Ślizg 2 | Ślizg 2 | Ślizg 3 | Ślizg 3 | Ślizg 4 | Ślizg 4 | Łącznie | Łącznie |
| Osada | Zawodnicy                                                          | Konkurencja | Czas    | Miejsce | Czas    | Miejsce | Czas    | Miejsce | Czas    | Miejsce | Czas    | Miejsce |
| ----- | ------------------------------------------------------------------ | ----------- | ------- | ------- | ------- | ------- | ------- | ------- | ------- | ------- | ------- | ------- |
| MEX-1 | Luis Adrián Tamés Ricardo Rodríguez Francisco Negrete Carlos Casar | Czwórki     | 1:00.97 | 30      | 1:01.36 | 30      | 1:01.30 | 28      | 1:01.51 | 28      | 4:05.14 | 28      |

### Biegi narciarskie
Mężczyźni
| Konkurencja                     | Zawodnik        | Wyścig    | Wyścig  |
| Konkurencja                     | Zawodnik        | Czas      | Miejsce |
| ------------------------------- | --------------- | --------- | ------- |
| Bieg na 10 km stylem klasycznym | Roberto Alvárez | 40:28.5   | 105     |
| Bieg na 15 km stylem dowolnym   | Roberto Alvárez | 1'07:38.2 | 94      |
| Bieg na 30 km stylem klasycznym | Roberto Alvárez | 2'01:28.1 | 81      |
| Bieg na 50 km stylem dowolnym   | Roberto Alvárez | 3'09:04.7 | 67      |

### Łyżwiarstwo figurowe
Mężczyźni
| Zawodnik             | Konkurencja | SP | FS           | TFP          | Miejsce |
| -------------------- | ----------- | -- | ------------ | ------------ | ------- |
| Riccardo Olavarrieta | Soliści     | 30 | Nie ukończył | Nie ukończył | –       |

Kobiety
| Zawodniczka   | Konkurencja | SP | FS            | TFP           | Miejsce |
| ------------- | ----------- | -- | ------------- | ------------- | ------- |
| Mayda Navarro | Solistki    | 29 | Nie ukończyła | Nie ukończyła | –       |